# Victor Mendy
Victor Mendy (Dakar, 22 dicembre 1981) è un ex calciatore senegalese, di ruolo attaccante.

## Carriera

### Club
Ha giocato nella seconda divisione francese e nella prima divisione dei campionati turco, azero ed indiano.